# Feroponera ferox
Feroponera ferox được khám phá và được mô tả bởi Bolton, B. & Fisher, B. L. năm 2008.